# Ixodes pavlovskyi
Ixodes pavlovskyi este o specie de căpușe din genul Ixodes, familia Ixodidae, descrisă de Pomerantsev în anul 1946. Conform Catalogue of Life specia Ixodes pavlovskyi nu are subspecii cunoscute.